# タイ国鉄ASR型気動車
タイ国鉄ASR型気動車（タイこくてつASRがたきどうしゃ）は、1991年3月10日に営業運転を開始したタイ国有鉄道の特急形気動車である。その車番から制御車が2500形1次車、中間車が2100形2次車と呼ばれる場合もある。

## 導入の経緯
タイ航空の国内線や中・長距離バスへの旅客の転移に悩まされていたタイ国鉄は、1985年に特急列車用として2等冷房車のATR型を導入し、THN型やNKF型と組み合わせてディーゼル特急列車の運行を始めた。しかしTHN型やNKF型は非冷房・セミクロスシートの近郊型として設計された車両であり、またATR型自身もデッキがないなど特急運用にはふさわしくない車両であった。そのためより本格的な特急型車両が求められ、これに応じて登場したのが本形式である。

## 車両

### 構造
イギリス国鉄158形気動車をもとに設計された。3両編成を基本としている。エンジンは日本のJR東海キハ85系気動車にも採用された水平シリンダ型・NTA-855-R-1が搭載されており、最高速度はTHN型やATR型などよりも20km/h引き上げられ120km/hとなっている。

### 車体
車体もイギリス国鉄158形をもとに設計されており、特徴的な卵型の車体を含め多くの特徴を受け継いでいる。客用扉は現地の状況に合わせ、手動の内開き戸に変更された。2011年に改装工事が行われ、ヘッドライトが腰部に新設された車両も登場した。

### 塗装

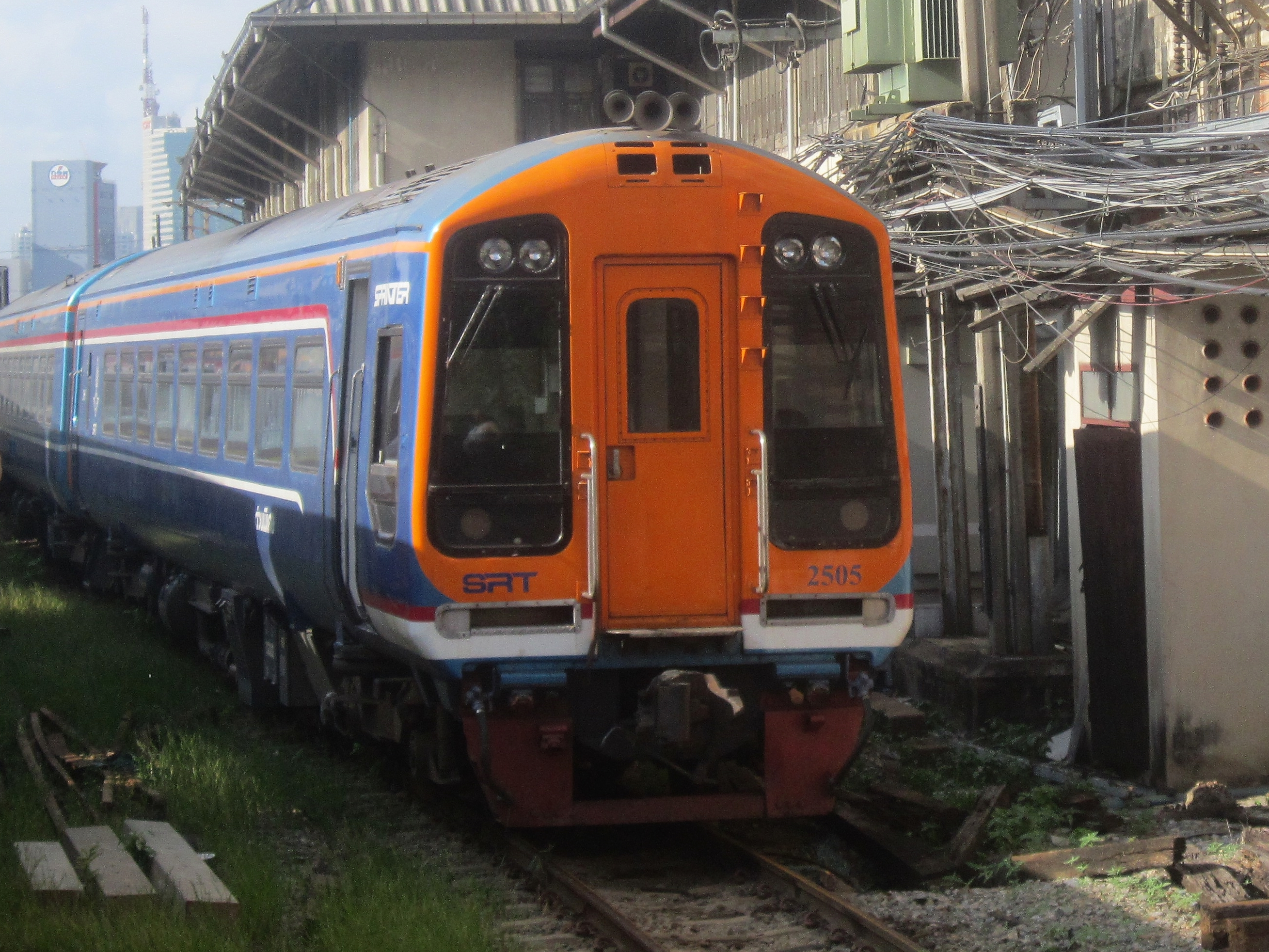
改装後の塗装

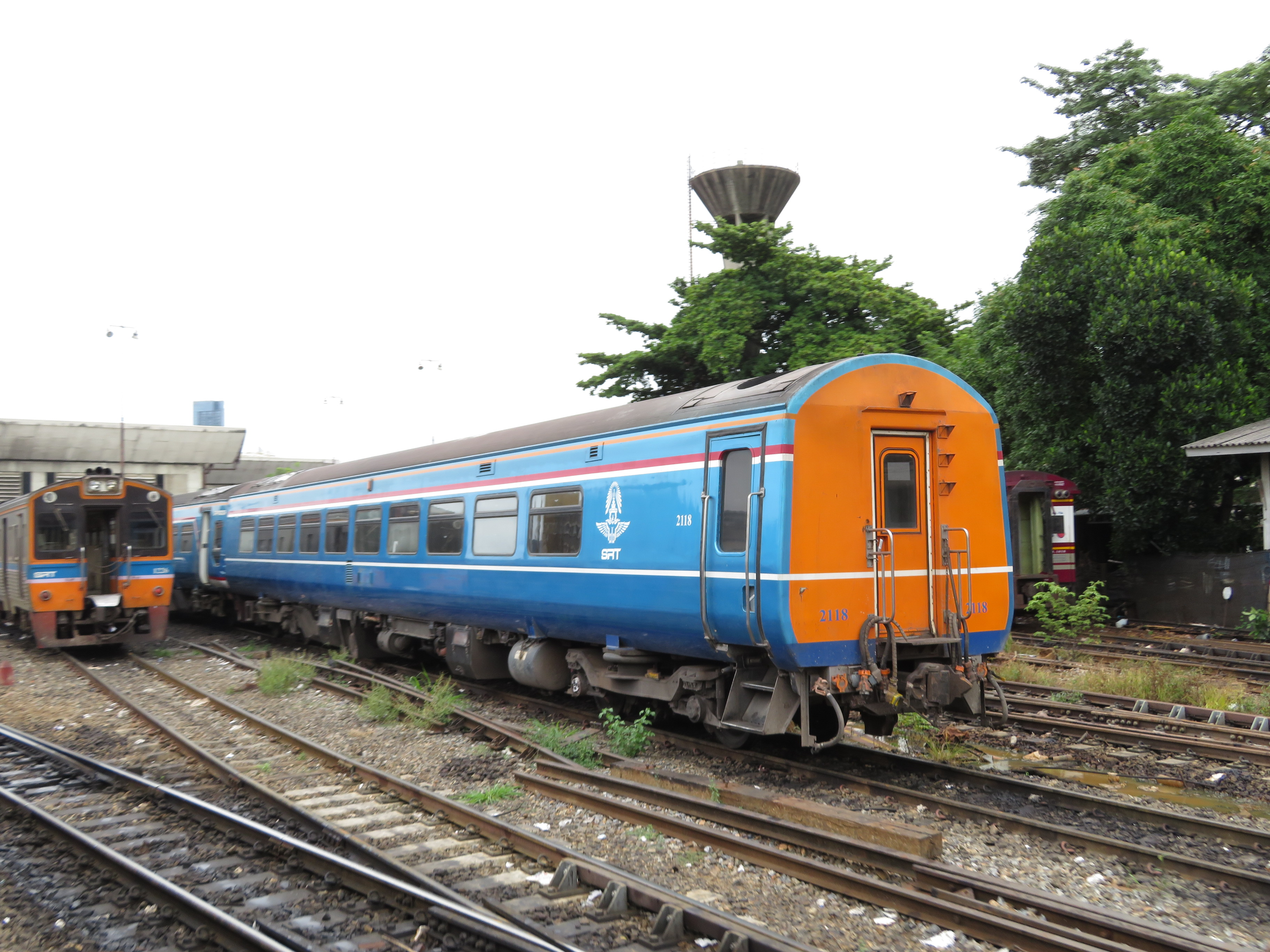
改装後の塗装（中間車）

登場当初はイギリス国鉄158形に酷似した、前面は黄色一色、側面は白色地で窓部に灰色が配され、腰部に濃淡2色の青色の帯が入った塗装であった。2011年の改装工事後は、前面はオレンジ色、側面は青色を基調に白色と赤色の細帯が入った塗装となっている。

### 車内
全車2等冷房座席車で窓は固定されており、長距離列車でも食堂車等の連結はない。座席はリクライニングシートだが回転はせず、見合い型の固定式である。

## 運用
タイ国鉄肝煎りの特急列車として導入された本形式は、元となったイギリス国鉄158形の愛称と同じ「スプリンター」の愛称を与えられ華々しくデビューした。「スプリンター」（「短距離走者」の意）の愛称とは異なり長距離特急列車に導入され、座席夜行列車などとして活躍した。しかし特急型としての高級装備が災いし整備性が芳しくなく、1996年に同じく特急型の韓国製ADR型が導入されると主役の座を追われた。2011年の改装工事後もADR型の補完としての活躍が続き、2017年現在では「スプリンター」の名の通り昼行の短距離特急に投入されている。